# El escocés volador
The Flying Scotsman (El escocés volador) es una película británica de 2006, basada en la vida y carrera de ciclista amateur escocés Graeme Obree. La película cubre el periodo de vida de Obree que le vio batir, perder, y volver a batir el récord del mundo de distancia en una hora. Las estrellas de la cinta son Jonny Lee Miller como Obree, Laura Fraser, Billy Boyd y Brian Cox.

## Sinopsis
La película comienza con Graeme Obree (Miller), quién padece desorden bipolar, yendo en bicicleta al bosque, donde planea ahorcarse. Un flashback nos presenta la infancia de Obree (Sean Brown) y le muestra siendo físicamente atacado en la escuela por otros alumnos, dejándolo cicatrices psicológicas severas. Un día sus padres le regalan una bicicleta, con la que huye de sus agresores.
De adulto, Obree se ve afectado por su infancia.Mientras compite en carreras locales, abre una tienda de bicicletas que es un fracaso y tiene que complementar sus ingresos como mensajero con su bicicleta. Baxter (Cox),  propietario de un astillero que es, (a espaldas de Obree) un ministro, se hace amigo del ateo Obree.
Obree decide probar y batir el registro de hora. No tiene suficiente financiación para la bicicleta que necesita. Determinado a tener éxito,  construye Viejo Fiel, una bicicleta revolucionaria diseñada por Obree para eficacia máxima, hecha de metal de chatarra y componentes de una lavadora. Con ayuda de su amigo y mánager Malky McGovern (Boyd), Obree planea romper el registro mundial en Noruega. Su primer intento es un fracaso, pero  prueba otra vez la mañana siguiente y tiene éxito. Su victoria es corta, y su registro es roto por Chris Boardman (Adrian Grove) una semana más tarde. La Unión Cycliste Internationale cambia las reglas para desalentar a Obree de utilizar su bicicleta experimental.

## Elenco
- Jonny Lee Miller como Graeme Obree: El personaje principal en la película. Jonny Lee Miller se unió al proyecto en el año 2002,[1] y él y Obree pasaron un tiempo juntos, dispuesto a aprender los gestos y los patrones del habla.[2] Obree más tarde haría de doble para Miller durante algunas secuencias de ciclismo en la película.
- Laura Fraser como Anne Obree: Esposa de Obree, que una vez fue su mánager. Laura Fraser tenía sus dudas acerca de hacer de esposa de Obree cuando le enviaron la biografía de Obree de Douglas Mackinnon.[3] "No me esperaba a disfrutar de ella, pensé que iba a ser todo sobre el deporte", dijo Laura, "pero me metí en el libro de inmediato, era absolutamente convincente." Es la primera vez Fraser ha dado vida en pantalla a una persona real y, antes del comienzo del rodaje, ella y Miller habló con el matrimonio Obree para ayudar a mostrar su relación durante la película.
- Billy Boyd como Malky McGovern: Mánager de Obree. Cuando le ofrecieron el papel en la película, Boyd solo conocía "lo básico" de la historia de Obree. Boyd sentía que era importante tener un buen guion y promoción de la película en Escocia.
- Brian Cox como Douglas Baxter: Un ministro que ayuda a Obree a lidiar con sus demonios y concentrarse en su objetivo. Cox, un experimentado actor, ha trabajado en Europa antes de regresar a Escocia para rodar la película. Comentó que la historia es la de "la perseverancia y la pasión". Él dijo, tras ver la película, "el resultado final es incluso mejor de lo que yo esperaba – es una obra maestra."
- Morven Christie como Katie, un amigo de Anne y dentro de la película, novia de Malky.

En 2002, la muerte de una inversora americana clave hizo que el rodaje de El escocés volador se suspendiera sólo días antes de la fecha planeada para comenzar. El Consejo de East Ayrshire, que había aportado inicialmente 5000 libras esterlinas para financiar el proyecto, rehusó realizar financiaciones posteriores, señalando que no creía que fuera a contribuir a la comunidad. El productor, Broughan, consideró la decisión "una desgracia". Llevó tres años volver a poner el proyecto en marcha. A Broughan se unió en el proyecto el productor Damita Nikapota, que aseguró la financiación de la preproducción a través de Freewheel Producciones. Peter Broughan intentó despedir al director Douglas Mackinnon, pero Damita Nikapota rehusó permitir que esta iniciativa prosperara.